# Ольгино (Татарстан)
О́льгино — деревня, расположенная на реке Казанчинка в Муслюмовском районе Республики Татарстан в составе Митряевского сельского поселения.
Ольгино появилось в XVIII веке в виде поселения рабочих при медных рудниках и Иштеряковском заводе. Первоначальное название: Иштеряковский завод или реже Иштеряково. Владельцами были Иноземцовы, а с 31 августа 1827 года стал купец Ярцов. За Иноземцовыми в VII ревизских сказках числилось при заводе крепостных крестьян: 27 мастеровых и 204 чернорабочих, итого 231 чел. мужчин и при них 283 женщины, причём эти причисленные позднее к Ярцову крестьяне названы «прописными», то есть пропущенными в материалах переписи.
В дальнейшем помимо медеплавильного производства появились винный, поташный и фарфоровый заводы. В середине XIX века эти земли принадлежали Ольге Ивановне Берг, в честь которой и было названо село. Затем эти земли перешли к дворянской семье Хвощинских, которым и принадлежали до революции 1917 года
В настоящее время село находится в полуразрушенном состоянии, с 30 жилыми домами.